# Náboženství v Evropě
- 75 % dotázaných vyjádřilo "víru v Boha" na Maltě, v Turecku, na Kypru, v Rumunsku, Řecku, Portugalsku a Polsku.
- Více než 25 % dotázaných vyjádřilo pozitivní Ateismus ve Francii, České republice, Belgii, Nizozemsku, Estonsku a Německu.

Kartogram zastoupení Teismu a Ateismu v Evropě (průzkum Eurobarometru v roce 2005)

Náboženství v Evropě mělo významný vliv na evropské umění, kulturu, filosofii a právo. Evropané se hlásí hlavně ke křesťanským církvím, zastoupena je ale také i víra židovská, hinduistická (u přistěhovalců) a sunnitský islám (hlavně v jihovýchodních oblastech kontinentu a rovněž u přistěhovalců).
V mnoha evropských státech jsou patrné velice silné sekularizační tendence, které se vyznačují jednak odpoutáváním států a jejich zákonů od vztahu k jednotlivým náboženstvím a církvím, jednak výrazným poklesem počtů lidí hlásících se ke konkrétním náboženstvím a církvím a vůbec jevících zájem o ně.
Evropa je místem, kde vznikla a rozvinula se protestantská větev křesťanství.

## Religiozita
V současné Evropě ztrácí teismus své postavení ve prospěch ateismu a náboženství své postavení ve prospěch sekularismu. Evropské státy zažívají pokles v pravidelném navštěvování náboženských obřadů jednotlivých náboženství, stejně jako pokles počtu lidí věřících v Boha.

### Průzkum Eurobarometru v roce 2005

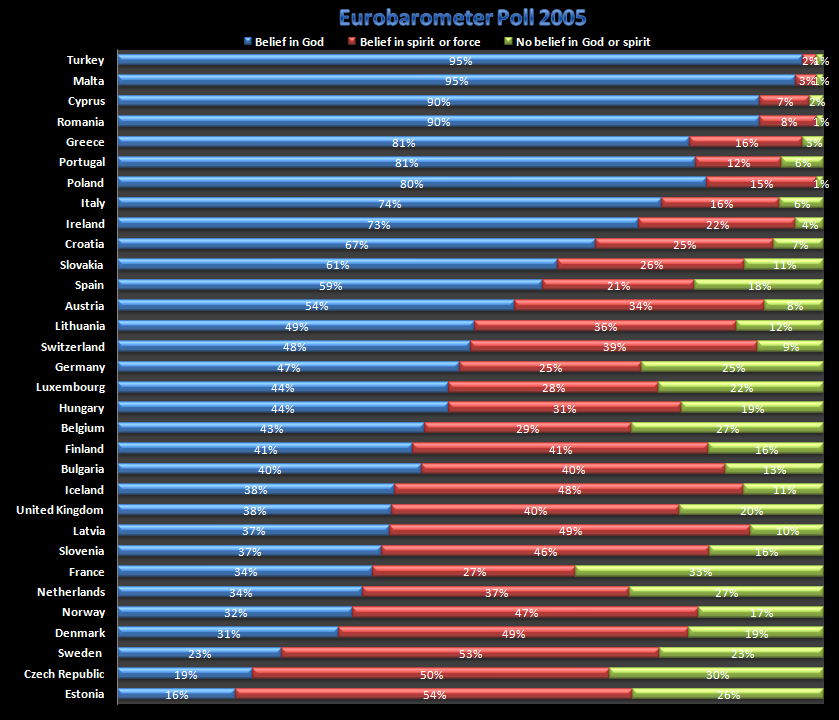
Graf výsledků průzkumu Eurobarometr z roku 2005

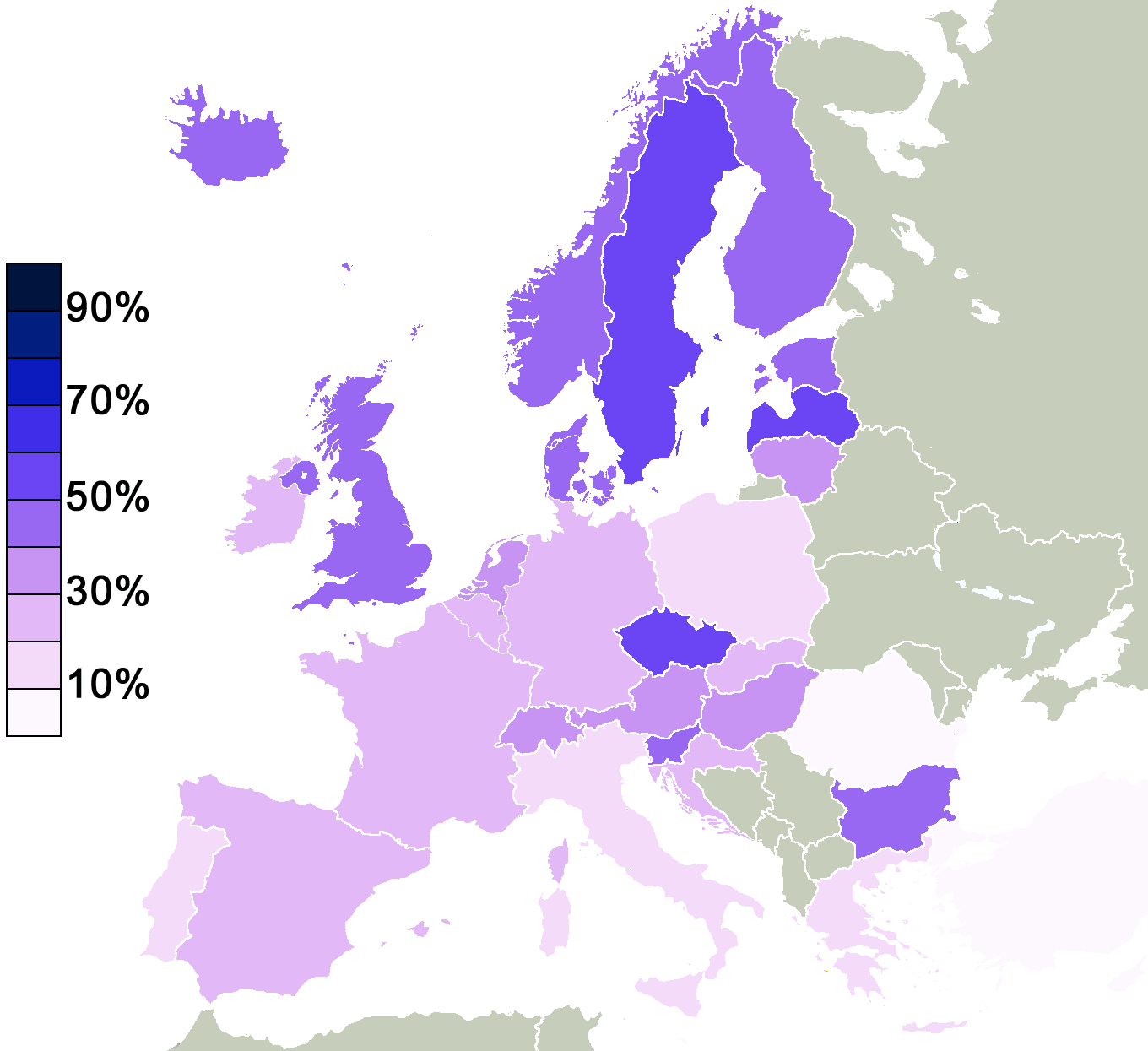
Kartogram zemí, kde věří, že existuje duše či nějaká forma životní energie

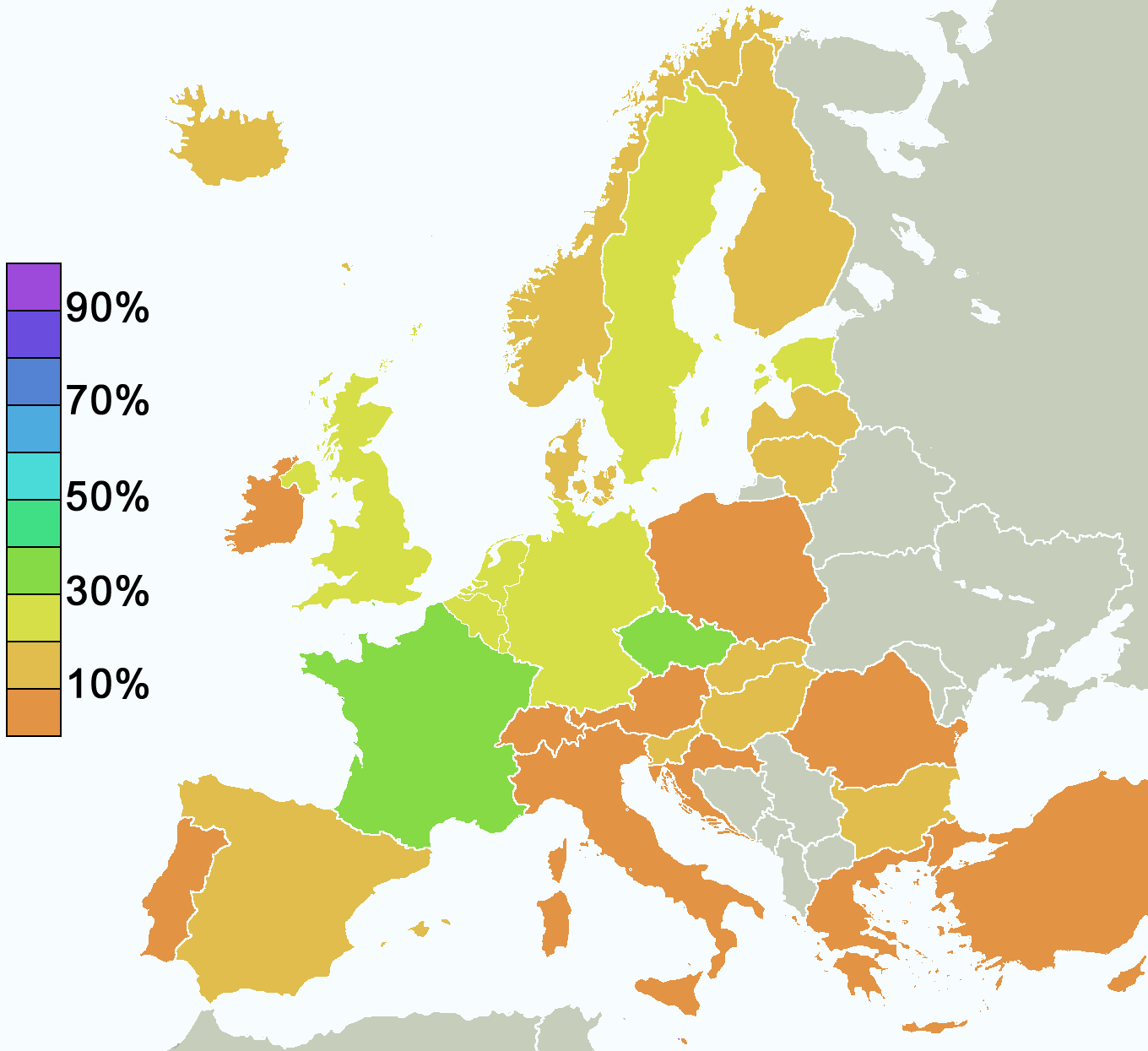
Kartogram zemí, nevěří v Boha, duši, ani životní energii

Eurobarometr číslo 225 z roku 2005 zjistil, že v průměru 52 % obyvatel členských států Evropské unie věří v Boha, 27 % věří v duši či nějaký druh životní energie, zatímco 18 % nevěří v Boha, duši ani životní energii a 3 % odmítla odpovědět na otázky. Tato situace se často nazývá „post-křesťanská Evropa“. Byl zaznamenán pokles zbožnosti a pravidelného navštěvování svatostánků (zejména v Belgii, Francii, Německu, Nizozemsku a Švédsku), na druhou však byl zaznamenán i opačný proces, a to zejména ve východní Evropě (zvláště pak v Řecku a Rumunsku; 2% růst).
Následující tabulka je seznam evropských států seřazených podle religiozity. Data pocházejí z průzkumu Eurobarometru z roku 2005. V tomto průzkumu byli lidé dotazováni, zda věří v Boha, zda věří v duši či nějaký druh životní energie, či zda nevěří v Boha, ani v duši či nějaký druh životní energie.
| stát               | víra v Boha | víra v duši nebo životní energii | nevěří v Boha, ani duši či životní energii |
| ------------------ | ----------- | -------------------------------- | ------------------------------------------ |
| Turecko            | 95 %        | 2 %                              | 1 %                                        |
| Malta              | 95 %        | 3 %                              | 1 %                                        |
| Kypr               | 90 %        | 7 %                              | 2 %                                        |
| Rumunsko           | 90 %        | 8 %                              | 1 %                                        |
| Řecko              | 81 %        | 16 %                             | 3 %                                        |
| Portugalsko        | 81 %        | 12 %                             | 6 %                                        |
| Polsko             | 80 %        | 15 %                             | 1 %                                        |
| Itálie             | 74 %        | 16 %                             | 6 %                                        |
| Irsko              | 73 %        | 22 %                             | 4 %                                        |
| Chorvatsko         | 67 %        | 25 %                             | 7 %                                        |
| Slovensko          | 61 %        | 26 %                             | 11 %                                       |
| Španělsko          | 59 %        | 21 %                             | 18 %                                       |
| Rakousko           | 54 %        | 34 %                             | 8 %                                        |
| Litva              | 49 %        | 36 %                             | 12 %                                       |
| Švýcarsko          | 48 %        | 39 %                             | 9 %                                        |
| Německo            | 47 %        | 25 %                             | 25 %                                       |
| Lucembursku        | 44 %        | 28 %                             | 22 %                                       |
| Maďarsko           | 44 %        | 31 %                             | 19 %                                       |
| Belgie             | 43 %        | 29 %                             | 27 %                                       |
| Finsko             | 41 %        | 41 %                             | 16 %                                       |
| Bulharsko          | 40 %        | 40 %                             | 13 %                                       |
| Island             | 38 %        | 48 %                             | 11 %                                       |
| Spojené království | 38 %        | 40 %                             | 20 %                                       |
| Lotyšsko           | 37 %        | 49 %                             | 10 %                                       |
| Slovinsko          | 37 %        | 46 %                             | 16 %                                       |
| Francie            | 34 %        | 27 %                             | 33 %                                       |
| Nizozemsko         | 34 %        | 37 %                             | 27 %                                       |
| Norsko             | 32 %        | 47 %                             | 17 %                                       |
| Dánsko             | 31 %        | 49 %                             | 19 %                                       |
| Švédsko            | 23 %        | 53 %                             | 23 %                                       |
| Česko              | 19 %        | 50 %                             | 30 %                                       |
| Estonsko           | 16 %        | 54 %                             | 26 %                                       |

## Zastoupení jednotlivých náboženství

### Křesťanství
Náboženství v Evropě podle průzkumu Global Religious Landscape provedeného Pew Forum, 2012
Většina obyvatel Evropy se stále hlásí ke křesťanství. Většina věřících se hlásí k Římskokatolické církvi v románských zemích, konkrétně Francii, Itálii, Španělsku a Portugalsku. Dále v zemích bývalé Habsburské monarchie: České republice, Chorvatsku, Maďarsku, Rakousku, Slovensku a Slovinsku. Dalšími zeměmi s převahou katolických věřících jsou Belgie, Irsko, Litva a jihozápadní Německo.
K pravoslaví se hlásí většina věřících hlavně ve východní Evropě a na Balkáně. Jednotlivé regionální (či národní) církve spolu sdílí tutéž víru, základní správní – politické principy a liturgickou tradici. Početně nejvýznamnější organizací je Ruská pravoslavná církev.
K některé z protestantských větví křesťanské tradice se hlásí většina věřících v Dánsku, Estonsku, Finsku, Švédsku, některých švýcarských kantonech, severovýchodním Německu, Nizozemsku, Norsku a Spojeném království.

### Islám
Islám se do Evropy rozšířil během Islámské expanze v 7. století. Na Pyrenejském poloostrově existovaly muslimské státy před Reconquistou. Během expanze Osmanské říše na Balkán se islám rozšířil mezi obyvateli podrobených území. Tyto skupiny obyvatel se nachází v dnešní Albánii a Bosně a Hercegovině, Bulharsku, Kosovu a Sandžaku (část Srbska), kde dnes muslimové tvoří početné etnicky různorodé komunity. Muslimské komunity mají tradiční zastoupení v Rusku zejména v Povolží ve středním Rusku a Předkavkazsku. V poválečných letech došlo v Evropě k významné imigraci muslimů z různých zemí.
Muslimové tvoří 95 % obyvatel Turecka, 90 % obyvatel Kosova, 70 % obyvatel Albánie, 40 % Bosny a Hercegoviny, 33 % obyvatel Severní Makedonie, 18 % obyvatel Černé Hory, 10 % až 15 % obyvatel Ruska, 12 % obyvatel Bulharska, 9 % obyvatel Francie, 6 % obyvatel Nizozemska, 5 % Dánska, kolem 4 % obyvatel Švýcarska a Rakouska, 3 % až 4 % obyvatel v Řecku a téměř 3 % obyvatel Spojeného království.
Významné muslimské menšiny v Evropě
- Bulharsko (převážně Turci, dále slovanští Pomaci)
- Belgie (druhé nejpočetnější náboženství v zemi je islám)
- Bosna a Hercegovina (slovanští Bosňáci)
- Černá Hora (Albánci a Bosňáci)
- Dánsko (převážně turečtí a balkánští přistěhovalci)
- Francie (severoafričtí a západoafričtí přistěhovalci a jejich potomci – 2., 3. generace)
- Itálie (převážně severoafričtí přistěhovalci)
- Německo (převážně Turci, kteří přijeli za prací do bývalého Západního Německa, tvoří samostatné komunity a často se vracejí do Turecka)
- Nizozemsko (převážně severoafričtí přistěhovalci)
- Rakousko (převážně turečtí a balkánští přistěhovalci)
- Rusko (na Kavkaze a v Povolží)
- Severní Makedonie (převážně Albánci)
- Spojené království (přistěhovalci zvláště z Asie, Indie a Pákistánu, ale i Afriky)
- Srbsko (v srbské části Sandžaku)
- Španělsko (převážně severoafričtí přistěhovalci)
- Švédsko (necelý milion muslimů převážně ve velkých městech)
- Švýcarsko (převážně turečtí a balkánští přistěhovalci)

### Judaismus
Dějiny Židů v Evropě začínají v dobách Římské říše, na jejímž území byl Judaismus široce praktikován. Během středověku byli Židé terčem diskriminace, pomluv a pogromů. Holokaust připravený nacistickým Německem vyhubil většinu evropské židovské populace. Francie je domovem největší židovské komunity v Evropě.

### Buddhismus
Buddhismus nemá v Evropě s výjimkou ruské Kalmycké republiky, tradiční zastoupení. Počet následovníků osmidílné stesky v celé Evropě prudce stoupá a přesahuje 3 miliony.
Tento trend je mimo jiné spojen s imigrací z východní a jihovýchodní Asie.

### Ostatní náboženství
Indická náboženství Hinduismus, Sikhismus a Džinismus mají zastoupení mezi imigranty z jižní Asie především ve Spojeném království, kde se k hinduismu hlásí 1,4 milionu věřících a k Sikhismu 750 000 věřících. Náboženstvím, které v posledních letech nabírá na popularitě, je též Novopohanství s celkovým počtem věřících něco přes 1 milion.

## Oficiální náboženství
Mnoho evropských států ustanovilo své oficiální církve. Lichtenštejnsko, Malta, Monako a Vatikán za své náboženství prohlašují Katolictví. Dánsko, Island a Norsko se hlásí k Luteránství. Oficiální církví Anglie, nikoliv celého Spojeného království, je Anglikánská církev, jejíž hlavou je britský panovník. Oficiální náboženskou institucí Řecka je Řecká pravoslavná církev. Postavení oficiální církve de facto dosáhla také Gruzínská pravoslavná církev.

## Bez vyznání
Na počátku dvacátého století začal v různých zemích klesat počet návštěvníků církví a stejně jako počet jejich členů. Tento stav byl vyjádřením sílícího trendu rostoucího agnosticismu či ateismu v evropské populaci.